# 軍用極限卡車
軍用極限卡車 International MXT-MV 是一種美軍為主使用的4輪越野卡車系列. 由International MXT民用卡車改裝，2006年起在美國陸軍少量服役, 用以替換老舊的 M520 Goer卡車。
本車有四種構型
- MXT-MV - 標準型裝甲車
- MXT-MVA - 加強裝甲防禦土製炸彈
- Husky TSV - 英國陸軍版相容英國零件
- M-ATV - 加強底盤的地雷防禦車